# Servicio de backup remoto
Un servicio de copias de seguridad remota, en línea o gestionado es un servicio que proporciona al ordenador de un usuario conexiones en línea con un sistema remoto para copiar y almacenar los ficheros de su ordenador. Los proveedores de copias de seguridad gestionado son empresas que suministran este tipo de servicios. 
Los sistemas de copias de seguridad en línea implementan en el ordenador cliente un servicio software que habitualmente se ejecuta una vez al día. Este programa colecciona, comprime, cifra y transporta los datos a los servidores del proveedor del servicio de copias de seguridad remota. En el mercado existen también otros tipos de producto, como la protección continua de datos (CDP) que son herramientas capaces de salvaguardar cada cambio que se produce en los datos que almacena el ordenador cliente.
Los proveedores de este tipo de servicio se orientan frecuentemente hacia segmentos específicos del mercado. Los sistemas de copias de seguridad de altas prestaciones aplicados a redes locales pueden llegar a ofrecer a las empresas servicios de replicación a nivel de transacción sobre ficheros abiertos en tiempo casi real. Las empresas de copias de seguridad en línea para consumidores frecuentemente ofrecen versiones beta del software y/o servicios temporales de prueba sin cargo del servicio.

## Historia
La mayoría de los servicios de servicio de copias de seguridad remoto/en línea comienzan su actividad durante el auge de las empresas puntocom de finales de los 90. En los años iniciales de este servicio unos pocos proveedores abastecían el mercado, pero la industria comprendió enseguida la importancia del papel que jugaban los proveedores de este servicio en los servicios web de modo que actividad de fusiones y adquisiciones (M&A) ha sido la predominante en los últimos años. A partir de 2005, la mayoría de los proveedores de servicio de copias de seguridad en línea posicionan su servicio usando la estrategia de software como servicio (SaaS, en inglés Software as a Service) y se predice[¿quién?] que su relevancia se incrementará exponencialmente en los próximos años[¿cuándo?] acompañando el crecimiento de la capacidad de almacenamiento de los sistemas personales y de la empresa.[cita requerida] En los últimos años[¿cuándo?] han florecido gran cantidad de proveedores tanto con la figura de empresas con una actividad única e independiente como con la figura de unidades que forman parte de una industria mayor.

## Características típicas
Copias de seguridad de ficheros abiertosLa habilidad de copiar ficheros abiertos, como pasa con los ficheros Outlook (*.pst) o los ficheros de las bases de datos (SQL) es muy útil. Esta habilidad permite a los administradores de sistemas ejecutar los trabajos a cualquier hora del día, sin requerir tiempo de mantenimiento por la parte del servidor. La mayoría de los productos requieren un complemento (add-on) para esto. Los productos de gama alta soportan las copias de seguridad de ficheros abiertos de forma nativa.
MultiplataformaUn servicio multiplataforma puede hacer copias de seguridad de múltiples plataformas, como pueden ser los diferentes sistemas de la familia Windows, Macintosh y los sistemas de la familia Unix/Linux. Muchos sistemas modernos sólo permiten una plataforma como Windows XP por ejemplo.
MultiubicaciónEs la capacidad de algunos servicios de copiar la oficina principal y además todas las oficinas remotas y sucursales de manera transparente.
Copias de seguridad continuaPermite hacer copias continuamente o con un temporizador predefinido. Ambos métodos tienen sus ventajas y sus inconvenientes. La mayoría de las herramientas de copias de seguridad están basadas en temporizador y proporcionan el servicio en un instantes predeterminado. Algunos servicios proporcionan copias de seguridad continua de los datos y se utilizan por las Instituciones Financieras y los minoristas de servicios en línea. Hay que tener en cuenta que lo normal es que una copias de seguridad remota continua va a hacerse en detrimento de la respuesta del sistema que sacrifica para el backup muchos de sus recursos.
Acceso en línea a los ficherosAlgunos servicios permiten el acceso a los ficheros salvaguardados en remoto mediante un navegador web o una aplicación web. Muchas herramientas de copias de seguridad remota no proporcionan esta funcionalidad.
Compresión de datosTípicamente los datos son comprimidos mediante algoritmos de compresión sin pérdidas para minimizar el ancho de banda utilizado.
Compresión de datos diferencialUna manera eficaz de minimizar el tráfico de red es transferir al remoto solamente los cambios binarios en los datos ocurridos desde la anterior copia, similar a como lo hace la herramienta de código abierto rsync. Las herramientas de copias de seguridad en red más avanzadas utilizan estos métodos en lugar de transferir los ficheros completos.
Cifrado de datosEl cifrado de datos ocurre tanto mientras se envía como cuando los datos se almacenan en el servidor del proveedor del servicio.
Tecnología Anti-DuplicaciónAvanzado análisis de patrones de bytes que permite detectar datos duplicados, evitando así tener que respaldarlos nuevamente. Esto significa que archivos y documentos repetidos son respaldados sólo una vez, reduciendo el uso de espacio en el servidor, internet y recursos del sistema.
Ancho de banda utilizadoEs la posibilidad de que el usuario pueda seleccionar la utilización de más o menos el ancho de banda en cada momento.
Mantención de VersionesSistema que permite almacenar ilimitadas versiones de los archivos (sin utilizar más espacio del servidor) pudiendo recuperar cualquier versión anterior de los datos, no importa si fueron sobreescritos o incluso borrados.

## Factores de costo
Los servicios de copias de seguridad en línea se facturan normalmente en función de los siguientes factores:
1. El volumen total de datos copiados.
2. El número de máquinas salvaguardadas por el servicio.
3. El máximo número de versiones de cada fichero que se mantienen en el servidor.

Los proveedores habitualmente limitan la cantidad de versiones de un fichero que se guardan en el sistema. Algunos servicios omiten esta restricción y proporcionan una cantidad ilimitada de versiones. A veces, algunas habilidades se incorporan como extensiones, por ejemplo para las copias de seguridad de ficheros que en el instante de la copia se encuentren abiertos o bloqueados por algún proceso de usuario o por algún servicio del sistema. Algunas herramientas incorporan este servicio en la plataforma base.

## Ventajas de las copias de seguridad remotas
Las copias de seguridad remotas tienen ventajas sobre los métodos tradicionales:
- La copias de seguridad remota no requiere la intervención del usuario: El usuario no tiene que cambiar cintas, etiquetar CD o ejecutar otros pasos manualmente.
- Las copias de seguridad remotas mantienen los datos fuera de la ubicación. Uno de los aspectos más importantes de la seguridad es poder almacenar las copias en una ubicación física diferente a la que alberga los datos originales. Las copias de seguridad tradicionales requieren manipulaciones y transporte físico para llevar los soportes de las copias a un lugar externo.
- El almacenamiento de los datos podría ser en el extranjero y esto puede ser una ventaja.
- Algunos servicios corren de modo continuo salvaguardando los ficheros en el instante en que cambian.
- Muchos sistemas de copias de seguridad remota mantienen una lista de las versiones de sus ficheros.
- Muchos sistemas de copias de seguridad remota utilizan cifrado de 128-448 bits y envían los datos al remoto encapsulados en tramas seguras SSL.
- Algunos sistemas de copias de seguridad remotas también proporcionan una copia de seguridad en línea en el sistema local. Se requiere de más espacio de almacenamiento local pero permite disponer de la última copia para restauración en el tiempo que dura una descompresión de los datos.

## Inconvenientes de las copias de seguridad remotas
Las copias de seguridad remotas también tienen algunos inconvenientes:
- Según el ancho de banda válido la restauración de datos remotos puede ser lenta. Debido a que los datos se almacenan fuera, los datos deben de ser recuperados sea vía Internet o sea vía cinta o disco enviado por el proveedor del servicio. Además cuando se desean versiones viejas que están almacenadas en modo diferencial, es posible que sea necesario efectuar una reconstrucción al vuelo de las versiones intermedias necesarias.
- Los proveedores de copias de seguridad remotas no garantizan que los datos van a mantener su privacidad de modo que se recomienda que sean cifrados antes de enviarlos. Claro que muchas herramientas implementan este cifrado de forma nativa.
- Si se pierde la clave de cifrado de los datos la recuperación de los datos es imposible.
- En caso de cierre del negocio del proveedor del servicio o de cambio de dueño, el cliente puede tener problemas de accesibilidad a los datos o de cambio de coste para poder seguir utilizando el servicio.